# Battaglia di Fort Washington
La battaglia di Fort Washington è stata una battaglia combattuta durante la guerra d'indipendenza americana tra gli Stati Uniti d'America e il Regno di Gran Bretagna. La battaglia, svoltasi il 16 novembre 1776, terminò con una netta vittoria britannica e l'intera guarnigione di Fort Washington fu costretta ad arrendersi, consegnando così l'intera isola di Manhattan ai britannici.
Dopo aver sconfitto l'Esercito continentale, guidato dal generale George Washington, nella battaglia di White Plains, l'esercito britannico, sotto il comando del generale William Howe, pianificò la cattura dell'ultima roccaforte americana a Manhattan, Fort Washington. Washington inviò l'ordine discrezionale al generale Nathanael Greene di abbandonare il forte con la guarnigione di 1 200 uomini, che poi crebbe fino a 3 000 uomini, diretti in New Jersey. Il colonnello Robert Magaw, comandante del forte, declinò la richiesta di abbandono poiché riteneva di poter difendere il forte dai britannici.
Il 16 novembre, Howe lanciò l'assalto al forte, attaccando da tre direzioni: nord, est e sud. L'attacco subì un ritardo a causa della marea del fiume Harlem, che impedì a parte delle truppe di sbarcare a terra. Quando i britannici attaccarono nuovamente, le difese americane meridionali e occidentali caddero rapidamente. Gli americani sul lato nord opposero una dura resistenza contro i mercenari tedeschi assiani ma finirono anch'essi per essere sopraffatti. Trovatosi con il forte circondato sia da terra che dal lato del fiume, Magaw scelse la resa, consegnandosi ai britannici con i 2 837 uomini rimasti, esclusi i feriti.
Dopo questa sconfitta, il grosso dell'esercito statunitense guidato da Washington venne inseguito, attraverso il New Jersey, fino in Pennsylvania. I britannici inoltre consolidarono il loro controllo sulla città di New York e sul New Jersey orientale.

## Gli antefatti

### La costruzione e le difese
Durante la guerra d'indipendenza americana Fort Washington era una fortezza dell'esercito americano situata all'estremità settentrionale dell'attuale Manhattan, su di un promontorio roccioso che dominava l'area. Assieme a Fort Lee, che si trovava in New Jersey proprio dall'altro lato del fiume sopra la scogliera nota come Palisades, avrebbe dovuto proteggere il basso corso dell'Hudson dalle incursioni delle navi da guerra britanniche.

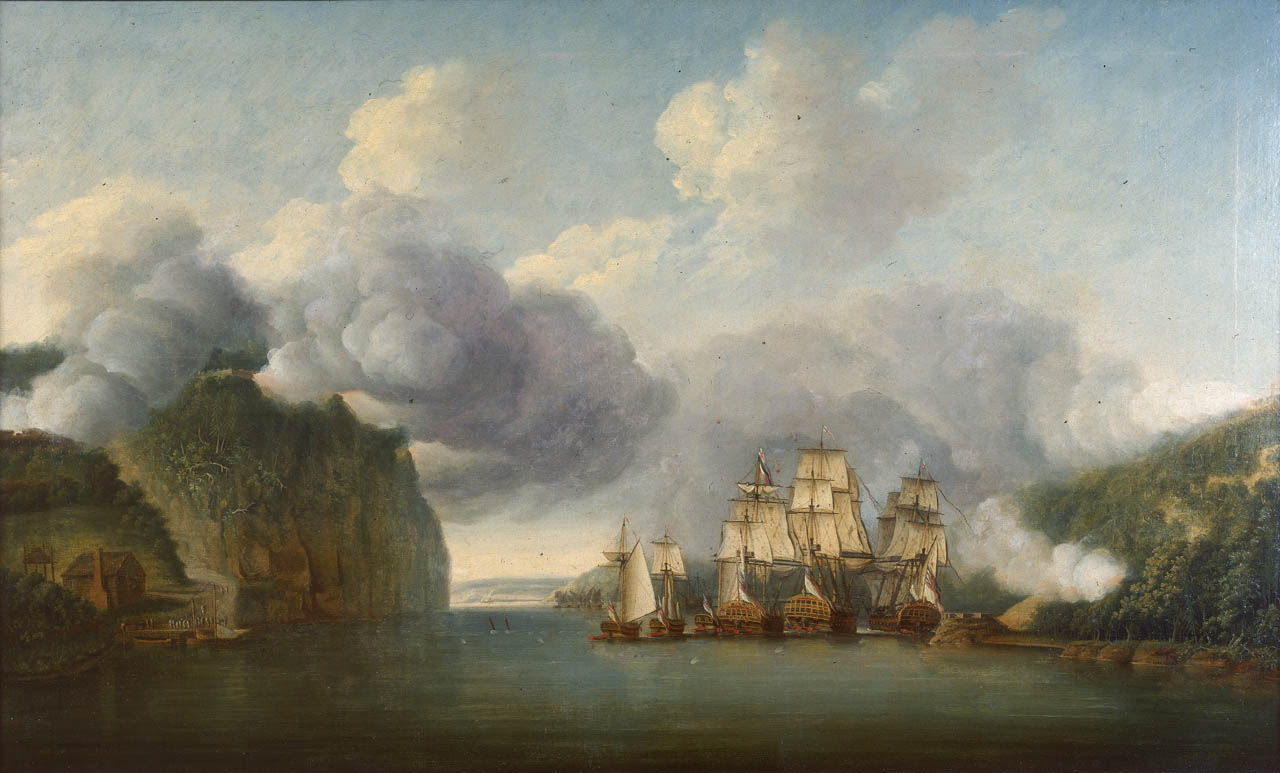
Navi britanniche mentre tentano di passare tra Fort Lee e Fort Washington

Nel giugno 1776, i generali americani Henry Knox, Nathanael Greene, William Heath e Israel Putnam esaminarono la zona in cui sarebbe dovuto sorgere Fort Washington, concordando sul fatto che, se la costruzione fosse stata ben fortificata, sarebbe stata impossibile catturarla. A fine giugno, il comandante in capo dell'esercito continentale George Washington ispezionò a sua volta la zona, stabilendo che si trattava del punto chiave per la difesa dell'Hudson inferiore. Poco dopo l'ispezione di Washington, dei soldati della Pennsylvania iniziarono la costruzione del forte, sotto la supervisione di Rufus Putnam.
Per oltre un mese i soldati spostarono grossi massi dalle alture di Manhattan fino alla riva, usandole per rinforzare ed appesantire una serie di pontoni e paratie di legno disposti attraverso il fiume. Lo scopo di questa sorta di cavalli di Frisia era quello di impedire alle imbarcazioni britanniche di risalire l'Hudson aggirando le posizioni americane. Quando tali installazioni furono terminate iniziarono i lavori per la costruzione del forte vero e proprio.
A causa dello scarso spessore del terreno che ricopriva la superficie rocciosa, la terra dovette essere trasportata dalla zona pianeggiante ai piedi delle scogliere ma, nonostante questa soluzione, non si riuscì comunque a scavare fossati e trincee adeguati attorno al perimetro del forte. Quando la costruzione fu ultimata aveva la forma di un pentagono con cinque bastioni ai vertici. Le mura del forte furono costruite in terra e disponevano di rivellini con aperture per le armi da fuoco ad ogni angolo. Il forte occupava un'area di tre o quattro acri circa; non essendo stato possibile realizzare fossati il forte era circondato solo da abbattute. Dopo che le caserme furono terminate, in settembre, tutte le truppe della zona vennero poste sotto il comando del generale William Heath. Washington stabilì il proprio quartier generale nei paraggi del forte.
A sostegno del forte furono approntati numerosi sistemi difensivi. Batterie di cannoni vennero piazzate sul Jeffery's Hook, un promontorio che si sporgeva nel fiume, sulla collina sopra allo Spuyten Duyvil Creek all'estremità settentrionale di Manhattan, per controllare i ponti King's Bridge e Dickman's Bridge sull'Harlem, e sulla Laurel Hill che si trovava ad est del forte e si sviluppava lungo il corso dell'Harlem. A sud del forte si trovavano tre linee difensive. Le linee, che attraversavano le colline, erano fatte di fossati e trincee; la seconda linea si trovava circa 500 metri a nord della prima e la terza si pianificava di costruirla a 400 metri dalla seconda.

### I movimenti delle truppe

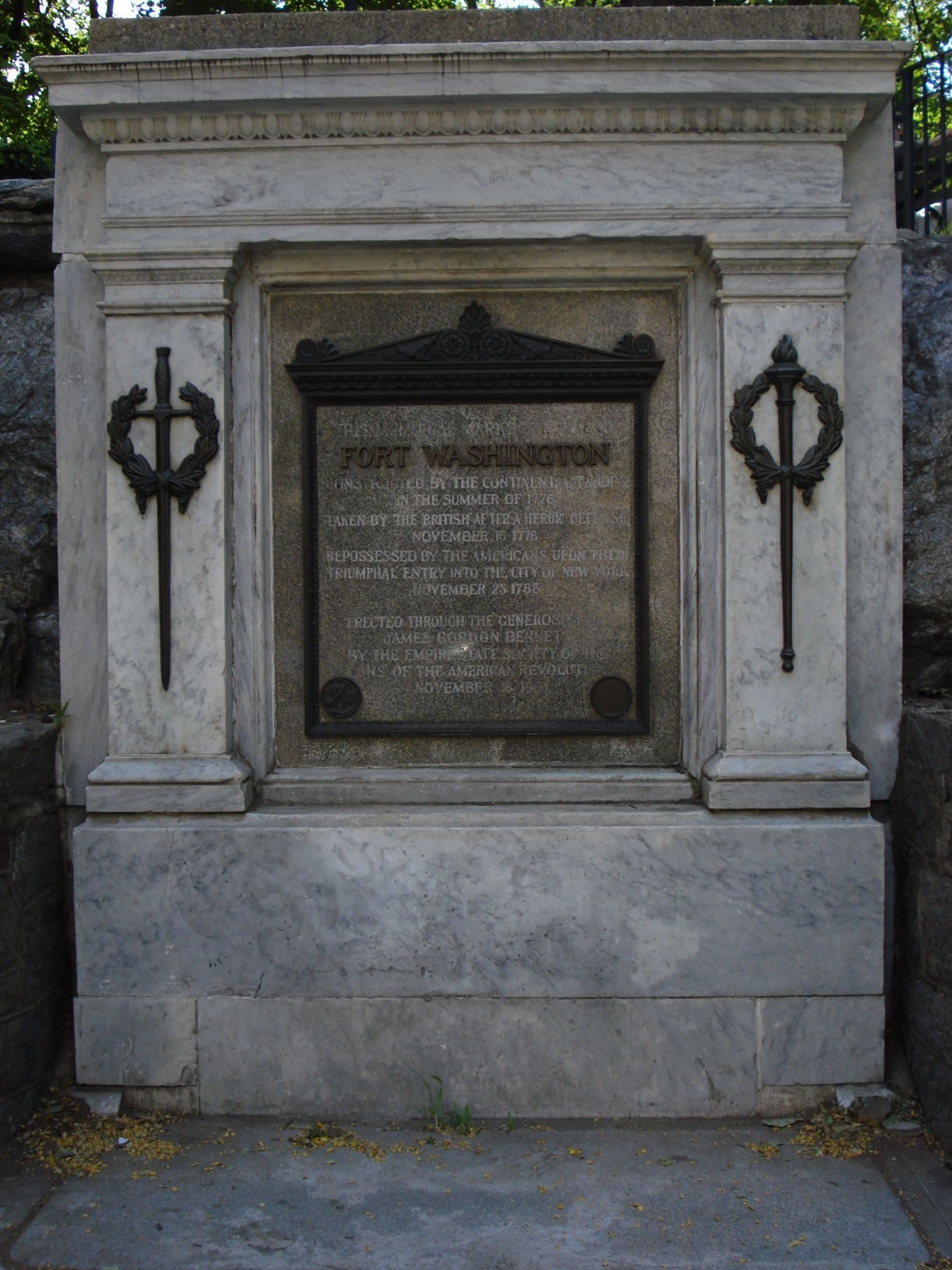
Capitello commemorativo del luogo in cui sorgeva Fort Washington

Il generale William Howe, dopo aver preso il controllo di Long Island nell'omonima battaglia alla fine di agosto del 1776, lanciò un'invasione su Manhattan il 15 settembre. I suoi progressi verso nord furono interrotti il giorno seguente nella battaglia di Harlem Heights, dopo la quale decise di provare ad aggirare sul fianco la forte difesa americana. Dopo uno sbarco fallito l'11 ottobre, il 18 dello stesso mese fece spostare l'esercito britannico nella Contea di Westchester per tagliare la via di fuga statunitense. In risposta, Washington spostò, a sua volta, il proprio esercito a White Plains per non restare intrappolato nel caso i britannici fossero riusciti a chiudere la via per una ritirata dalla parte settentrionale di Manhattan. Washington si lasciò alle spalle una guarnigione di 1 200 uomini a presidio di Fort Washington, sotto il comando del colonnello Robert Magaw. Per tenere sotto controllo la guarnigione del forte, Howe dislocò un piccolo battaglione sotto le alture dell'Harlem, comandato da Hugh Percy, figlio dell'allora Hugh Percy, I duca di Northumberland.
La mattina del 27 ottobre, delle sentinelle comunicarono a Magaw che le truppe di Percy stavano lanciando un attacco, supportate da due fregate che stavano risalendo l'Hudson. Magaw ordinò allora di attaccare le fregate, le quali furono danneggiandole gravemente dall'artiglieria di Fort Lee e di Fort Washington. Le fregate non poterono rispondere al fuoco, poiché non potevano alzare l'angolo di tiro dei loro cannoni fino all'altezza delle posizioni americane. Le navi vennero infine respinte ma continuò, per un certo periodo, un duello di artiglieria tra i cannonieri americani e quelli britannici.
L'8 novembre, circa due dozzine di soldati americani si impossessarono di una ridotta, togliendola ad una compagnia di assiani. Questi ultimi avevano il vantaggio del terreno più alto e il supporto dell'artiglieria ma non furono comunque in grado di mantenere la posizione. Gli americani subirono solamente il ferimento di un soldato mentre gli assiani persero almeno due uomini, oltre ad alcuni feriti. Dopo aver bruciato la struttura difensiva e preso tutto ciò che potesse essere loro utile, i vincitori attesero la notte per fare ritorno alle loro linee. Nella notte gli assiani rioccuparono l'area ma furono rapidamente scacciati da una più numerosa forza americana. Stavolta, gli assiani persero dieci uomini e vi fu un solo ferito americano.
A causa di questo successo di minore importanza, Magaw si lasciò prendere dall'entusiasmo e dichiarò che avrebbe potuto sostenere un assedio nel forte fino alla fine di dicembre. Il 2 novembre però, l'attendente di Magaw William Demont disertò passando ai britannici e rivelando loro tutti i dettagli della costruzione del forte. Avute tali informazioni Percy le girò a Howe, che pochi giorni prima aveva sconfitto Washington nella battaglia di White Plains. Nella settimana tra la ritirata verso nord di Washington e l'assalto britannico al forte, continuarono a giungere a quest'ultimo rinforzi, raggiungendo una guarnigione di circa 3 000 uomini.

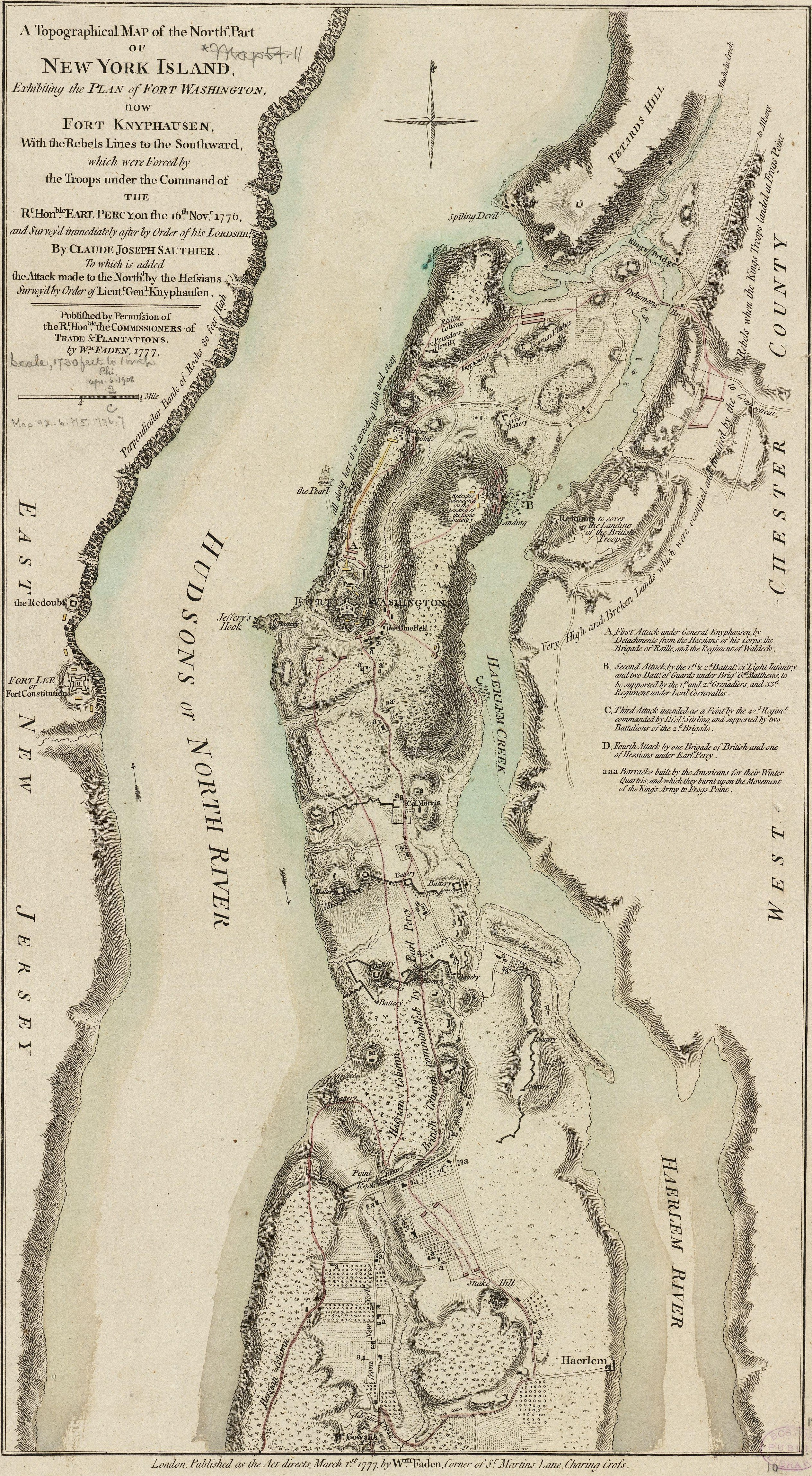
Mappa della battaglia

### I piani e i preparativi per la battaglia
Dopo la sconfitta a White Plains, Washington prese in considerazione l'idea di abbandonare Fort Washington. Tuttavia Nathanael Greene credeva che il forte potesse essere tenuto e inoltre che tenerlo fosse una priorità vitale. Greene sostenne che controllare il forte avrebbe mantenuto aperte le linee di comunicazione attraverso il fiume e avrebbe potuto ritardare l'attacco britannico verso il New Jersey. Magaw e Putnam furono d'accordo con Greene, perciò Washington, nonostante il suo istinto gli dicesse di abbandonare il forte, diede ascolto ai suoi generali e il forte non venne evacuato.
Il 4 novembre, Howe ordinò al suo esercito di dirigersi a sud, verso Dobbs Ferry. Invece di seguire le forze americane tra le alture, consigliato probabilmente dalle informazioni del disertore Demont, Howe decise che era meglio attaccare Fort Washington. Washington, in risposta, divise l'esercito: 7 000 uomini rimasero a est dell'Hudson sotto il comando del generale Charles Lee per impedire un'invasione britannica del New England; il generale Heath con 3 000 uomini rimase di guardia sulle Hudson Highlands per prevenire un'avanzata britannica verso nord, mentre Washington con 2 000 uomini andò ad acquartierarsi a Fort Lee, che raggiunse il 13 ottobre.
Il piano di Howe era attaccare in massa il forte, ora presidiato da 3 000 uomini, da tre lati contemporaneamente, mentre sul quarto lato ci sarebbe stato un finto attacco come diversivo. I soldati mercenari assiani guidati da Wilhelm von Knyphausen avrebbero attaccato il forte da nord, Percy avrebbe guidato un'altra brigata di assiani e vari battaglioni britannici da sud mentre Lord Cornwallis con il 33º Reggimento Fanti e il generale Edward Mathew con la fanteria leggera avrebbero attaccato da est. Il diversivo fu affidato al 42º Reggimento Highlanders, che sarebbe dovuto sbarcare sulla riva orientale di Manhattan, a sud del forte. Il 15 novembre, prima di partire all'attacco, Howe inviò il tenente colonnello James Patterson con una bandiera bianca, segno di tregua, a riferire ai difensori che se il forte non si fosse arreso l'intera guarnigione sarebbe stata uccisa. Magaw rispose che avrebbero difeso il forte fino "all'estremo".

## La battaglia

### L'inizio dei combattimenti

Mappa della battaglia

Il 16 novembre, prima dell'alba, le truppe britanniche e gli assiani si misero in marcia. Knyphausen e le truppe tedesche furono traghettate dall'altro lato dell'Harlem su delle chiatte sbarcando a Manhattan; i traghettatori discesero quindi il fiume per far attraversare anche le truppe di Mathew, ma a causa della marea non riuscirono ad avvicinarsi alla riva a sufficienza perché i soldati potessero salire a bordo. Gli uomini di Knyphausen furono così costretti a interrompere l'avanzata e ad aspettare che Mathew potesse attraversare a sua volta. Verso le sette del mattino i cannoni dell'Assia aprirono il fuoco contro le batterie americane su Laurel Hill, e la fregata britannica Pearl iniziò a sua volta a sparare contro i trinceramenti. A sud del forte, anche Percy usò l'artiglieria contro il forte stesso, mirando contro le batterie di Magaw che avevano danneggiato le navi britanniche qualche settimana prima.
Verso mezzogiorno, Knyphausen e i mercenari dell'Assia ricominciarono ad avanzare. Non appena la marea fu sufficientemente alta Mathew, accompagnato da Howe, fu traghettato sull'altra sponda dell'Harlem sbarcando sulla riva di Manhattan sotto il fitto fuoco dell'artiglieria americana. I soldati britannici risalirono la collina mettendo in fuga gli americani, giungendo infine ad una ridotta presidiata da alcune compagnie di volontari della Pennsylvania. Dopo un breve combattimento gli americani si ritirarono verso il forte.
A nord del forte, l'ala destra dell'esercito assiano, comandata da Johann Rall, risalì la ripida collina, a sud dello Spuyten Duyvil Creek, senza incontrare resistenza da parte degli statunitensi. I soldati dell'Assia iniziarono quindi preparare la loro artiglieria. A questo punto, il grosso dell'esercito dell'Assia, 4 000 uomini guidati da Knyphausen, iniziò ad avanzare lungo la Post Road che si estendeva tra Laurel Hill e la collina dove si trovavano gli uomini di Rall. I soldati dell'Assia attraversarono una zona paludosa e, quando arrivarono sul lato boscoso della collina nei pressi del forte, si trovarono sotto il fuoco di 250 fucilieri del Reggimento Fucilieri del Maryland e della Virginia guidati dal tenente colonnello Moses Rawlings. Gli uomini di Rawlings si nascondevano dietro rocce e alberi spostandosi da una postazione all'altra per sparare agli assiani che tentavano di avanzare sul terreno accidentato. I fucilieri riuscirono così a respingere sia la prima che la seconda carica dei mercenari tedeschi.
All'incirca alla stessa ora, a sud, Percy iniziò la sua avanzata con circa 3 000 uomini; egli organizzò l'avanzata disponendosi su due colonne: la brigata dell'Assia a sinistra, quella guidata da lui stesso sulla destra. A circa 200 metri dalle linee statunitensi Percy fermò l'avanzata, aspettando che fosse messa in atto l'azione diversiva. Ad affrontare Percy, c'erano Alexander Graydon e la sua compagnia. Il superiore di Graydon era Lambert Cadwalader, il secondo in comando di Magaw, che aveva l'incarico di tenere le tre linee di difesa a sud di Fort Washington. Saputo dello sbarco di truppe sulla spiaggia alle sue spalle, Cadwalader inviò 50 uomini a contrastarlo e questi si lanciarono contro la manovra diversiva del colonnello Stirling e i suoi 700 uomini. Il luogo in cui era approdato Stirling era il meno difeso delle zone presidiate dagli statunitensi e, quando Cadwalader venne a sapere quanti soldati erano sbarcati, mandò altri 100 uomini in rinforzo. Gli inglesi dopo lo sbarco si sparpagliarono, cercando un sentiero attraverso il terreno accidentato su cui erano arrivati. Gli statunitensi si posizionarono sulla vetta del colle e iniziarono a sparare contro le truppe britanniche che stavano ancora attraversando il fiume, uccidendo o ferendo 80 uomini. I britannici però caricarono la loro postazione riuscendo a disperdere gli americani.

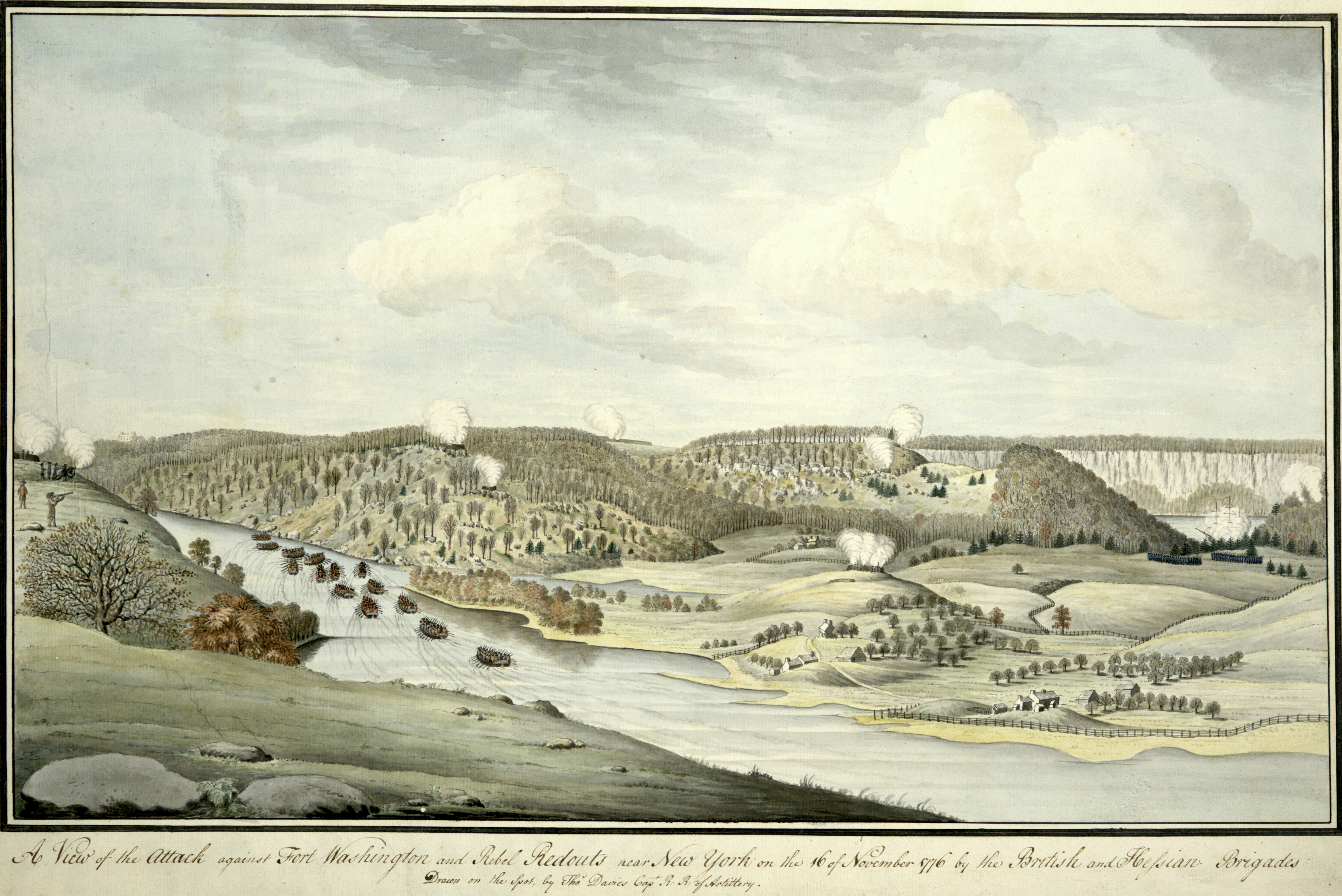
Incisione che ritrae la battaglia di Fort Washington.

Uditi gli spari, Percy ordinò alle sue truppe di continuare l'avanzata. Il fuoco dell'artiglieria inglese costrinse Graydon ad abbandonare la prima linea di difesa, ripiegando sulla seconda, dove si trovavano Washington, Greene, Putnam e Hugh Mercer. Ai quattro venne consigliato di abbandonare Manhattan, cosa che fecero immediatamente attraversando il fiume e dirigendosi a Fort Lee. Magaw si rese conto che Cadwalader correva il rischio di restare circondato e gli inviò l'ordine di ritirarsi verso il forte. Le forze di Cadwalader vennero inseguite da quelle di Percy e, nello stesso momento, anche gli uomini che cercavano di contrastare lo sbarco di Stirling furono costretti a ritirarsi verso il forte. Sterling, che era sbarcato alle spalle di Cadwalader, si fermò, credendo che nei trinceramenti ci fossero ancora i difensori. Alcuni statunitensi in ritirata, inoltre, lo impegnarono in combattimento, dando così al resto delle truppe americane il tempo di fuggire.

### La resa del forte
Quando le linee esterne di Magaw a sud e a est del forte collassarono, iniziò una ritirata generale degli statunitensi verso il forte, che veniva ritenuto un luogo sicuro. A sud, la terza linea difensiva non era mai stata completata, così Cadwalader non poté fare altro che rientrare al forte. A nord i fucilieri di Rawlings resistevano ancora, ma con molta fatica, sia perché il loro numero era diminuito, sia perché a causa dell'uso eccessivo varie delle loro armi avevano finito per incepparsi: alcuni uomini si erano ridotti a scagliare massi giù dalla collina nel tentativo di ostacolare l'attacco dei soldati dell'Assia. La batteria di cannoni del forte venne distrutta dai colpi della Pearl. A quel punto, il fuoco dei fucilieri era quasi cessato e i soldati dell'Assia risalirono lentamente la collina impegnando gli statunitensi in combattimenti corpo a corpo. Dopo aver sopraffatto gli statunitensi, i mercenari raggiunsero la vetta della collina, fecero irruzione nella ridotta con un assalto alla baionetta e la catturarono rapidamente.
Washington, che stava osservando la battaglia dall'altra riva del fiume, mandò un messaggio a Magaw, chiedendogli di resistere fino al calar della notte, pensando che le truppe potessero essere evacuate con il favore dell'oscurità. A quel punto i soldati dell'Assia avevano conquistato l'area tra il forte e il fiume Hudson. Knyphausen concesse a Johann Rall l'onore di andare a chiedere la resa degli statunitensi; Rall inviò a sua volta il capitano Hohenstein, che parlava inglese e francese, con una bandiera bianca di tregua a chiedere la resa del forte. Hohenstein si incontrò con Cadwalader che gli chiese fossero concesse a Magaw quattro ore per consultarsi con i suoi ufficiali. Hohenstein respinse la richiesta e concesse agli americani solo mezz'ora per decidere. Mentre Magaw stava parlando con gli ufficiali, subito prima che il forte fosse completamente circondato, arrivò il messaggero di Washington con la richiesta di resistere fino al tramonto. Magaw tentò di negoziare condizioni migliori per i suoi uomini, perché potessero portare con sé i propri effetti personali, ma senza successo. Alle tre del pomeriggio Magaw annunciò la propria decisione di arrendersi e alle quattro la bandiera statunitense del forte venne ammainata e sostituita con quella britannica. Prima della resa John Gooch riuscì a uscire dal forte e, evitate le truppe nemiche, a tornare a Fort Lee.

## Conseguenze
Quando i soldati dell'Assia entrarono nel forte gli ufficiali statunitensi tentarono di blandire il loro comandante, capitano von Malmburg, invitandolo nelle loro casematte e offrendogli punch, vino e fette di torta e complimentandosi con lui per la sua gentilezza. Tuttavia, quando lasciarono il forte alle truppe americane venne tolto il bagaglio e alcuni vennero picchiati dai tedeschi; l'intervento degli ufficiali riuscì però ad impedire un potenziale massacro. I britannici catturarono trentaquattro cannoni e due obici oltre a molte tende, coperte, attrezzi e munizioni.
Il bilancio della battaglia da parte britannica e tedesca fu di 84 morti e 374 feriti, mentre da parte statunitense ci furono 59 morti, 96 feriti e 2 838 prigionieri. Dei prigionieri, solo 800 riuscirono a sopravvivere e vennero rilasciati in uno scambio organizzato di prigionieri un anno e mezzo dopo.
Tre giorni dopo la caduta di Fort Washington anche Fort Lee venne abbandonato. Washington e il suo esercito si ritirarono, attraverso il New Jersey, in Pennsylvania. La notte di Natale, Washington attraversò il Delaware e sconfisse la guarnigione assiana guidata da Rall nella battaglia di Trenton. Dopo aver battuto nuovamente i britannici a Princeton, Washington riuscì a risollevare il morale dell'esercito statunitense e delle colonie, piuttosto abbattuto dall'andamento fino ad allora degli eventi bellici.